# Drátové kolo

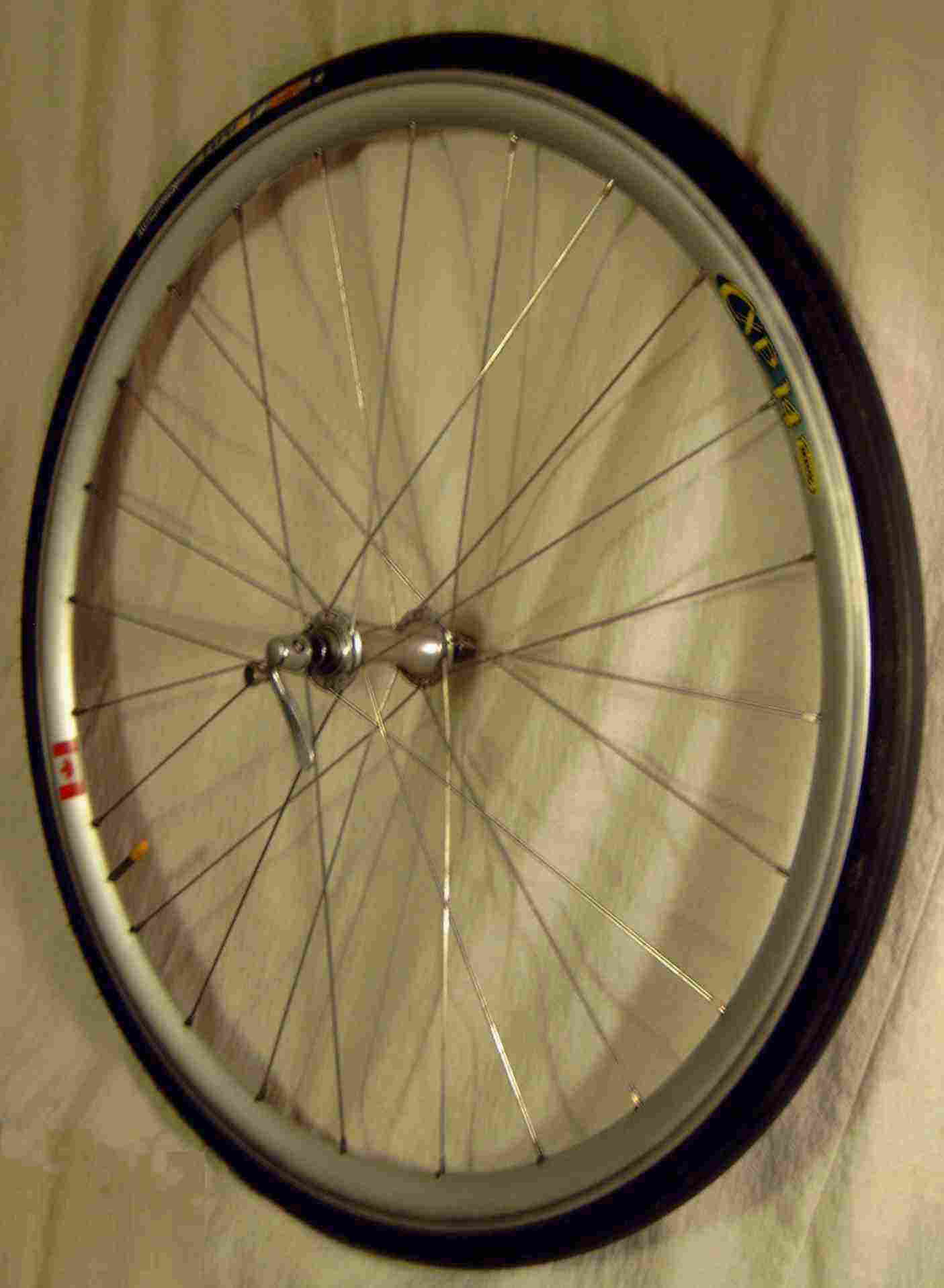
Drátové kolo bicyklu

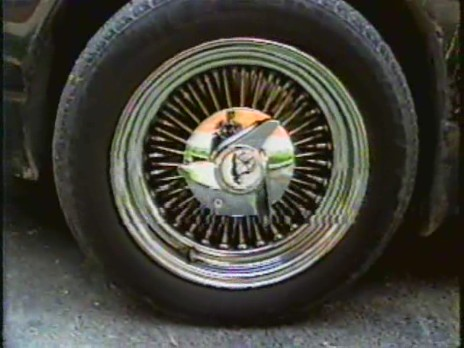
Moderní drátové kolo automobilu

Drátové kolo je takový druh paprskového kola, jehož ráfek je s nábojem kola spojen drátěným výpletem.
Drátová kola se používají u většiny jízdních kol a dosud také na motocyklech.
Tato kola vynalezl v roce 1808 britský průkopník letectví sir George Cayley, který si je však nedal patentovat. První patent na drátová kola byl udělen v roce 1826 Theodoru Jonesovi z Londýna. První patent na využití drátových kol u bicyklů obdržel roku 1869 pařížský mechanik Eugène Meyer.

## Princip
Na rozdíl od loukoťového kola, kde jsou paprsky namáhány tlakem, jsou u drátového kola paprsky (dráty) namáhány pouze tahem. Dráty jsou taženy ze dvou děrovaných kotoučů na bocích náboje do děr v ráfku. Předepjatá soustava drátů a ráfku představuje staticky neurčitou soustavu, u které předpětí zaručuje pokud možno stálý tvar ráfku při zatížení. Dráty jsou opatřeny závitem, jehož utahováním se vytváří potřebné předpětí a zároveň se jím koriguje tvar ráfku (tzv. centrování kola).

U drátových kol rozlišujeme způsob výpletu:
- S radiálním výpletem – dráty směřují do osy kola
- Se zkříženým výpletem – dráty jsou vedeny šikmo a křižují se:
  - s jedním křížením
  - se dvojitým křížením
  - s trojitým křížením
- S kombinovaným výpletem – na straně náhonu zkřížený výplet

Standardní dráty mají na jednom konci vyhnutou čočkovitou hlavičku a na druhém konci válcovaný závit. Matice upínající drát se nazývá nipl. Pro zmenšení odporu vzduchu se někdy používají zploštělé dráty.